# Sabers femenins
Els sabers femenins o sabers de les dones són el conjunt de coneixements que tradicionalment han estat en mans de les dones al llarg de la història i que formen part del seu currículum cultural.
Històricament, es poden dividir en dos grups. Un primer grup de sabers culinaris i els que estan relacionats amb la cura de les persones (organitzats avui sota el nom de nutrició, farmacologia, obstetrícia, etc.), i que de mica en mica han estat assimilats a les tecnologies industrials de l'alimentació o de la farmàcia, o han quedat aïllats en l'àmbit de la vida privada. […] Un segon grup conformat per les aportacions a la construcció del coneixement històric, artístic, científic, és a dir, als sabers acadèmics que han estat oblidats per la història i que no són objecte de coneixement en l'educació reglada.

## Antecedents històrics
S'h ha atorgat un valor social i intel·lectual diferent als sabers, segons el gènere al qual havien estats adjudicats. Al llarg de la història els sabers masculins eren considerats com el coneixement en majúscules, mentre que els sabers de les dones s'han tractat com a sabers de segona. Malgrat des de sempre les dones han van aportar molts coneixements i sabers, aquests no han estat prou valorats, en bona part perquè històricament eren considerats com éssers subalterns, reduïdes a l'espai privat, dedicades a tenir cura de la llar i les criatures i sense cap interès ni inquietud per temes culturals, científics, polítics…
Al llarg del temps es van desenvolupar arguments teològics o pseudocientífics per demostrar la inferioritat «natural» de les dones. Uns exemples:
- En el cristianisme, l'apòstol Pau de Tars va escriure «que les dones callin a les assemblees» i l'«home és el cap de la dona» van servir per excloure les dones de les universitats, de cantar a l'església…[2]
- L'islam segueix el mateix el camí fins a extrems com els talibans que prohibeixen l'escola a les nenes a partir dels tretze anys.[3]
- Les dones tenen el cervell més petit que els homes, llavors son menys intel·ligents (William A. Hammond, segle xix)[4]
- Les dones són el sexe dèbil perquè han evolucionat pitjor (Charles Robert Darwin, segle xix)[5]
- Les dones tenen enveja pel penis, el que les faria naturalment desequilibrades, a qui sempre fa menester un substitut del penis que no tenen, incapaç de trobar un plaer propi. (Sigmund Freud, s. XIX-XX)[6]

La invisibilització de les dones passa per apartar-les de l'àmbit públic, amb el resultat que el seu llegat escrit hagi és molt menor que el dels homes. Com assenyala Núria Solsona, «Sòcrates no va deixar escrita ni una paraula, tot el que sabem d'ell és a través del seu deixeble Plató, i malgrat això consta en tots els manuals de filosofia. No passa el mateix amb Hipàcia d'Alexandria.» Aquesta exclusió de les dones els ha negat la possibilitat de definir-se i manifestar-se com a subjectes independents.
Però tot i els obstacles, les dones han desafiat el patriarcat al llarg de la història i han contribuït al coneixement científic, cultural i social. Per a Assumpta Rigol, «es fa necessari reescriure la història per a recuperar de l'oblit a les dones i professionals que tot i haver fet contribucions destacables, no apareixen a la història oficial i han estat relegades del coneixement degut a interessos de poder i control».
Històricament les dones van ser grans coneixedores de les propietats de les plantes medicinals, van descobrir els tints naturals, van inventar el teler, van dominar la construcció d'estris de fang... però quan el concepte masculí del món va superar el femení van relegar els seus coneixements, transmesos oralment, a l'oblit. En territori català uns dels casos paradigmàtics i relacionat amb aquests coneixements de remeis naturals, és el de les trementinaires, «exemple de la fragilitat en la qual s'han mogut des de sempre els sabers femenins, caminant damunt una corda fluixa, exposats constantment a la sospita, la desconfiança, els prejudicis, els estereotips negatius i el temor, i alhora, en canvi, fortament arrelats i requerits al llarg dels segles per homes i dones (més dones que homes) que els atorgaven autoritat. La relació que s'establia entre les trementinaires i la gent que les esperava i les rebia és, amb les seves llums i les seves ombres, essencial per entendre com es van crear llaços d'autoritat, bàsics per a la transmissió del saber (i també per a la creació mateixa del saber), i al mateix temps com es van forjar certes estratègies de cancel·lació d'aquests sabers que van contribuir d'alguna manera, segons la meva opinió, a la desaparició de l'ofici l'últim terç del segle xx».
Explica Assumpta Rigol que, en el cas de la transmissió de sabers relacionats amb els treballs de cura, abans del segle xiii eren les dones curanderes, reconegudes a les seves comunitats, les que duien a terme pràctiques d'atenció als malalts i la salut de les dones dins i fora de l'àmbit domèstic. Però tot canviarà amb la institucionalització de la sanitat, quan passa a mans masculines a través del discurs legitimat del papa Nicolau II i la publicació del Malleus Maleficarum. És al segle xiv quan, tret de l'obstetrícia que continua en mans de les dones, els homes conquereixen el monopoli de la pràctica mèdica i passa a ser una professió que requeria formació universitària. Aquest fet va culminar en el vet de l'accés de les dones a la pràctica mèdica, ja que tal com diu Assumpta Rigol, «la universitat de medicina europea basa els estudis en una configuració, a partir del pensament escolàstic que articula un discurs misogin de la diferència sexual, que exclou les dones de l'accés a aquestes institucions i elabora un marc teòric que permet naturalitzar aquesta exclusió i decidir qui pot exercir la curació.»
A l'Edat Mitjana tardana les dones sàvies van començar a ser perseguides sota l'acusació de provocar la mort a nonats amb finalitats diabòliques, per a evitar que fossin batejats per entregar-los al diable. Però darrere s'amagaven raons econòmiques, ja que feien competència als metges que obtenien els seus títols a les universitats vetades a les dones, tot i que, «amb anterioritat, havien estat admeses tant en qualitat de professores com d'alumnes a l'Escola Mèdica de Salerno, la primera Universitat de Medicina d'Europa.»
Però va ser al segle xix quan les dones són pràcticament esborrades del relat. Explica Ángeles Caso que "la història no deixa de ser un artefacte cultural, una construcció intel·lectual, a vegades interessada, a vegades inconscientment parcial. (...) I el XIX, amb la seva moral burgesa, el seu culte a la ‘puresa’ femenina i el seu mite de ‘l'àngel de la llar’, va ser un dels pitjors segles per a la condició de la dona, una de les èpoques de la història occidental que més es va obstinar en sotmetre'ns sota cotilles i enagos i normes morals infranquejables i tancar-nos entre els murs hiperdecorats però inerts de la llar.
Aquells homes savis –amb les seves llargues barbes blanques i els seus barrets de copa– que van començar a escriure de manera ‘científica’ la història de l'art –igual que la història en general, o de la literatura, o de qualsevol altre activitat humana– van renunciar de manera conscient o inconscient a mirar a les dones, creant així un cànon gairebé exclusivament masculí que ha perdurat fins a l'actualitat."

## Unes dones sàvies ignorades per la història masculina
Tot i l'oblit al que han estat sotmeses les dones, a dia d'avui, i gràcies als cada vegada més nombrosos estudis de recuperació de la memòria femenina, coneixem exemples de dones que van subvertir l'ordre patriarcal i que van accedir als diferents tipus de coneixements atrevint-se a transmetre oralment o per escrit les seves interpretacions de la realitat. A mode d'exemple de dones pioneres i en bona part desconegudes:
- Enheduanna (segle xxiv aC), considerada com la primera escriptora amb nom conegut de la història (tant d'homes com de dones).
- Tapputi (segle xiii aC), considerada la primera química del món.
- Maria la Jueva (segle i i ii), considerada una de les fundadores de l'alquímia, precursora de la química, i inventora del bany maria.
- Murasaki Shikibu (segle x), considerada autora de la primera gran novel·la moderna, La història de Genji (molt abans que El Quijote de Cervantes).
- Ende (950-1.000), considerada pels especialistes com la primera miniaturista de nom conegut a Europa.
- Trotula de Ruggiero (segle xi), doctora italiana que va escriure diversos tractats de medicina femenina.
- Anna Atkins (segle xviii), primera dona fotògrafa i primera persona en editar un llibre il·lustrat exclusivament amb imatges fotogràfiques
- Rosalind Franklin (segle xx), descobridora de l'estructura de l'ADN (descobriment que es van atribuir dos homes, Watson i Crick).

Aquestes i altres dones van elaborar una configuració simbòlica de la realitat en la que van registrar la seva forma d'interpretar el món, però tot i que majoritàriament aquesta interpretació no va ser avalada acadèmicament, aquestes dones «varen anant registrant les seves petjades en un corpus de coneixement que a pesar de ser fragmentat, parcial i discontinuo, constitueix un llegat que s'ha de rescatar de l'oblit perquè no es perdi definitivament». N'hi ha moltes més dones que a poc a poc ocupen els llocs que fins ara la història les hi havia negat. Defensa Solsona la necessitat d'un canvi de mirada en la cultura escolar per tal que inclogui els sabers de les dones i ompli els buits existents, el que provocaria una major comprensió del món.

## Un canvi lent: estudis de les dones a partir dels anys 1960
Els orígens dels estudis de les dones o de gènere, es troben al voltant de la dècada dels anys setanta del segle xx, quan es creen col·lectius de dones interessades en conèixer i reflexionar sobre temes oblidats per l'àmbit acadèmic, temes relacionats amb la salut sexual i reproductiva, el treball domèstic, el maltractament a les dones, la maternitat, etc. Els estudis al voltant de les dones comencen a créixer, però ho fan bàsicament al marge de les universitats, com que en aquella època a les universitats hi havia poques les dones que poguessin dirigir projectes de recerca o que poguessin implementar noves assignatures de gènere o de les dones. Als voltants dels anys vuitanta aquesta tipologia d'estudis comença a estar ja present a les universitats nord-americanes. Tot i que cada vegada són més presents a les universitats, tal com diu Purificación Mayorbe,
L'acceptació dels estudis de les dones és una fita important, però la seva admissió no pot portar-nos a una postura auto-complaent, ja que està molt lluny encara que les disciplines acadèmiques acceptin els resultats d'aquests estudis i modifiquin els seus continguts. Cap matèria els ha incorporat, tot i que en alguns llibres de text es comenci a observar un esforç per canviar el llenguatge, les il·lustracions, el protagonisme (a l'acceptar més excepcions femenines) o al tractar alguns moviments de dones; tot i així els canvis que s'han produït són escassos i algunes assignatures continuen sense reconèixer ni tan sols l'excepcionalitat. En general ens trobem en la situació següent, s'autoritzen i es reconeixen els Estudis de les Dones, però la resta de titulacions continuen amb els seus plantejaments androcèntrics.
És fonamental fer emergir els sabers de les dones, fer-los públics i incorporar-los, per exemple, als currículums escolars. Aconseguir més referents és un dels aspectes claus per a ampliar el concepte de coeducació. Per a Purificación Mayobre, «un dels reptes del feminisme del segle xxi [és] aconseguir que els continguts de les disciplines canviïn, i introduir-hi arreu les aportacions dels estudis de gènere, de dones o feministes. Això sí suposaria una revolució científica que permetria educar realment en igualtat tot l'alumnat i combatre la violència simbòlica, llavor de la violència de gènere.»
Cada vegada son més els estudis que demostren que les diferencies de tracte, condicions i oportunitat influeixen i molt en la participació desigual entre dones i homes en la ciència, la política, les arts… És per això que com s'apunta a l'editorial del número 76 de la revista Emakunde, «El repte és de la invisibilitat a la universalitat. Que els sabers femenins de les dones siguin considerats sabers universals i que en sigui reconegut el valor per al conjunt de la humanitat.»